# Frontopsylla ambigua
Frontopsylla ambigua är en loppart som beskrevs av Fedina 1946. Frontopsylla ambigua ingår i släktet Frontopsylla och familjen smågnagarloppor. Inga underarter finns listade i Catalogue of Life.